# 洋溪镇 (印江县)
洋溪镇，是中华人民共和国贵州省铜仁市印江土家族苗族自治县下辖的一个乡镇级行政单位。

## 行政区划
洋溪镇下辖以下地区：
洋溪镇社区、洋溪村、新阳村、冷水村、曾心村、新黔村、合心村、小溪村、双龙村、银坳村、山岔村、王家坡村、柏杨村、坪林村、蒋家坝村和桅杆村。